# Copidognathus rhodostigma
Copidognathus rhodostigma är en kvalsterart som först beskrevs av Gosse 1855.  Copidognathus rhodostigma ingår i släktet Copidognathus och familjen Halacaridae. Arten är reproducerande i Sverige. Inga underarter finns listade i Catalogue of Life.